# Осаново
Оса́ново (рос. Осаново) — присілок у складі Підосиновського району Кіровської області, Росія. Входить до складу Яхреньзького сільського поселення.
Населення становить 12 осіб (2010, 24 у 2002).
Національний склад станом на 2002 рік — росіяни 92 %.